# Tschoch
Tschoch (russisch Чох) ist ein Dorf (Aul) im Rajon Gunib der nordkaukasischen Republik Dagestan in der Russischen Föderation. Es hat 3223 Einwohner (Stand 14. Oktober 2010).
Zur Dorfgemeinschaft von Tschoch zählen ferner das Dorf Kommuna mit gut 700 Einwohnern und das fast vollständig verlassene Dorf Gamsutl, wo es keine ständige Wohnbevölkerung mehr gibt.
Die Bewohner von Tschoch sind in der Mehrzahl Awaren.

## Kultur
In Tschoch gibt es eine Poststelle, eine Bibliothek mit etlichen Tausend Bänden sowie ein Kulturzentrum mit Lese- und Kinosaal. Im Kulturzentrum finden Dorfanlässe, Ehrungen, Veteranentreffen und Schulanlässe statt.
In sowjetischer Zeit wurden mehrmals wöchentlich Filme vorgeführt; der Kinobetrieb ist jedoch seit dem Jahr 1996 eingestellt worden, da der Kinoapparat defekt ist.

## Architektur
Wie in vielen dagestanischen Aulen wurde früher die Architektur durch die Flachdächer der Wohnhäuser geprägt, die mit gepresster Erde bedeckt waren. Mehrmals jährlich wurde spezielle, lehmige Erde herbeigeschafft und mit schweren Steintrommeln gewalzt, sodass das Dach wasserundurchlässig wurde. Mittlerweile haben jedoch die meisten Häuser Blechdächer; die eigentümlichen Steintrommeln werden zum Teil als Bauelemente in neuen Häusern verwendet oder ins Fundament eingebaut.

## Verkehr
Tschoch wird von Kleinbussen (auf Russisch Marschrutki) aus der Republikshauptstadt Machatschkala und nach Lewaschi im gleichnamigen Rajon bedient. Hauptsächlich sind die Dorfbewohner jedoch auf ihren Privattransport angewiesen. Tschoch liegt an der Straße nach Sogratl, wo sich ein Memorial des awarischen Dichters Rassul Gamsatow befindet.

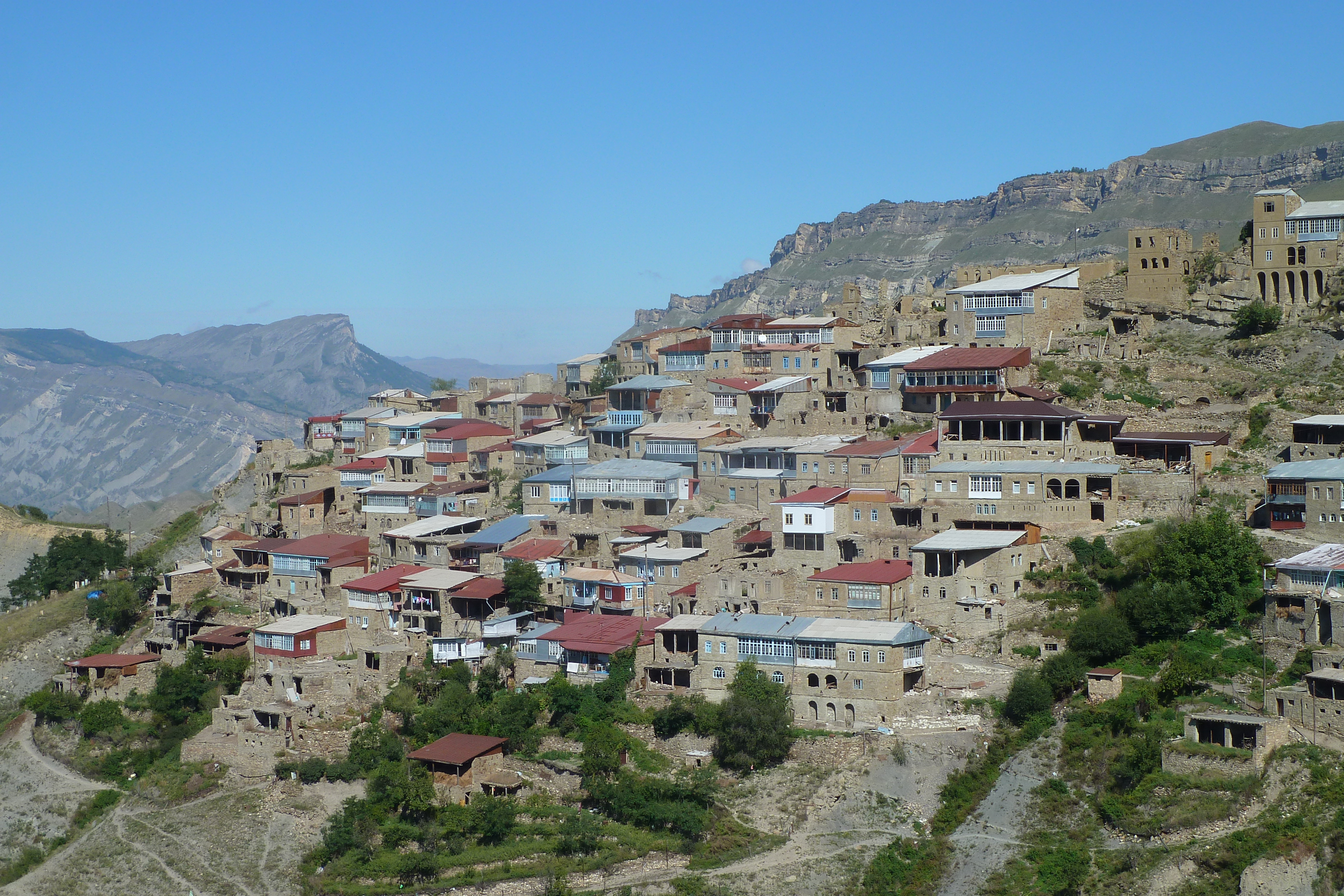
Gesamtansicht
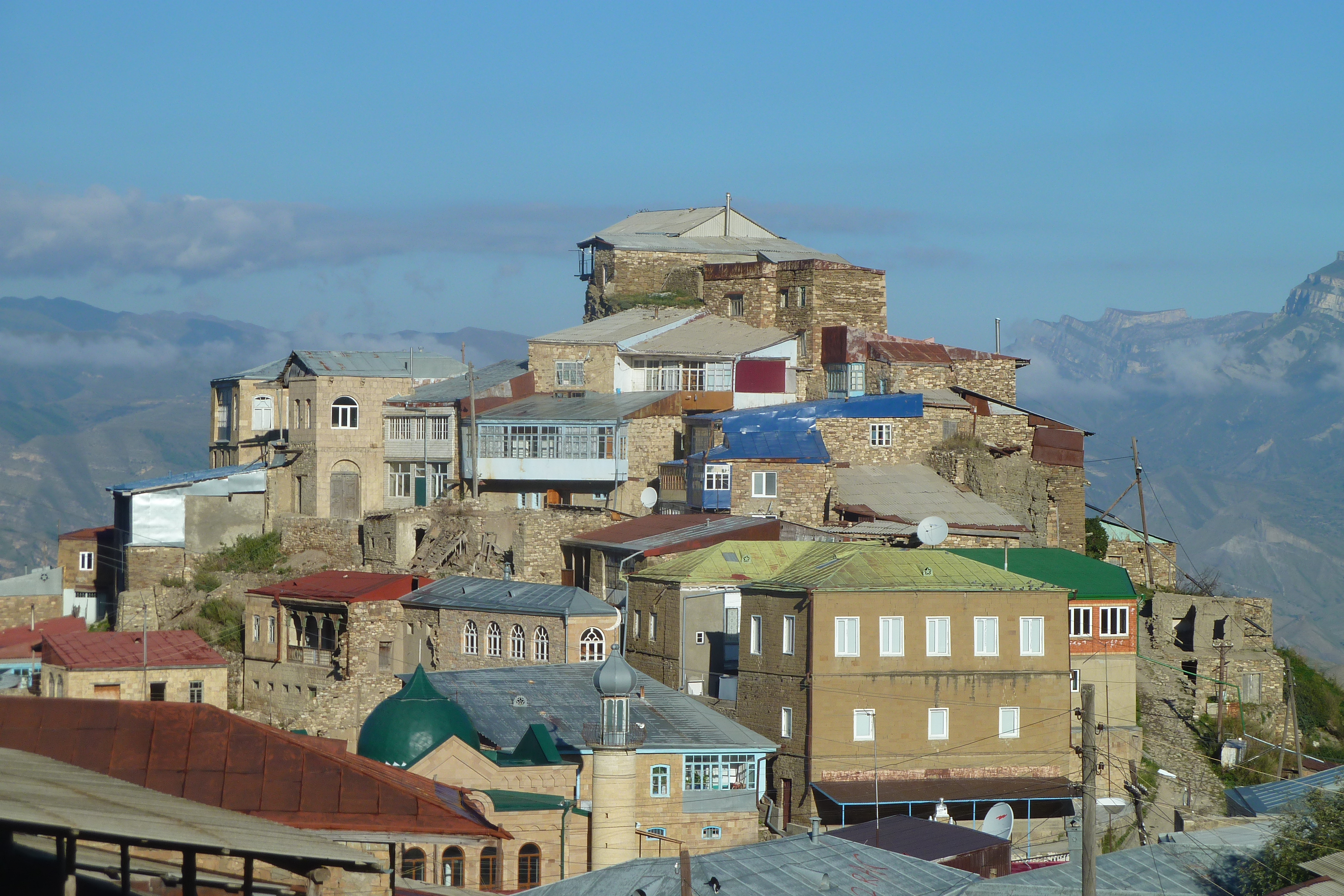
Höchster Punkt des Dorfes
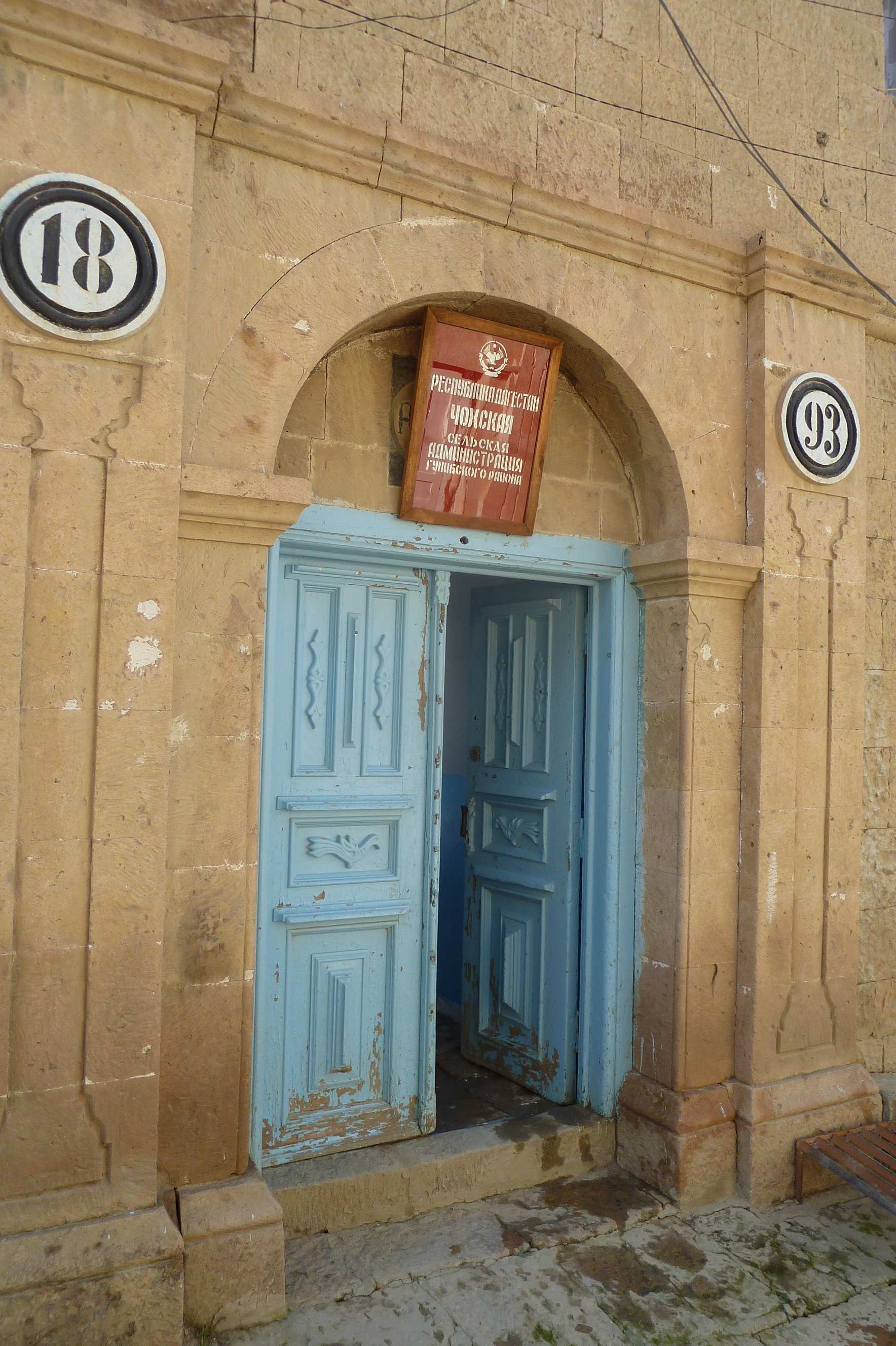
Dorfverwaltung
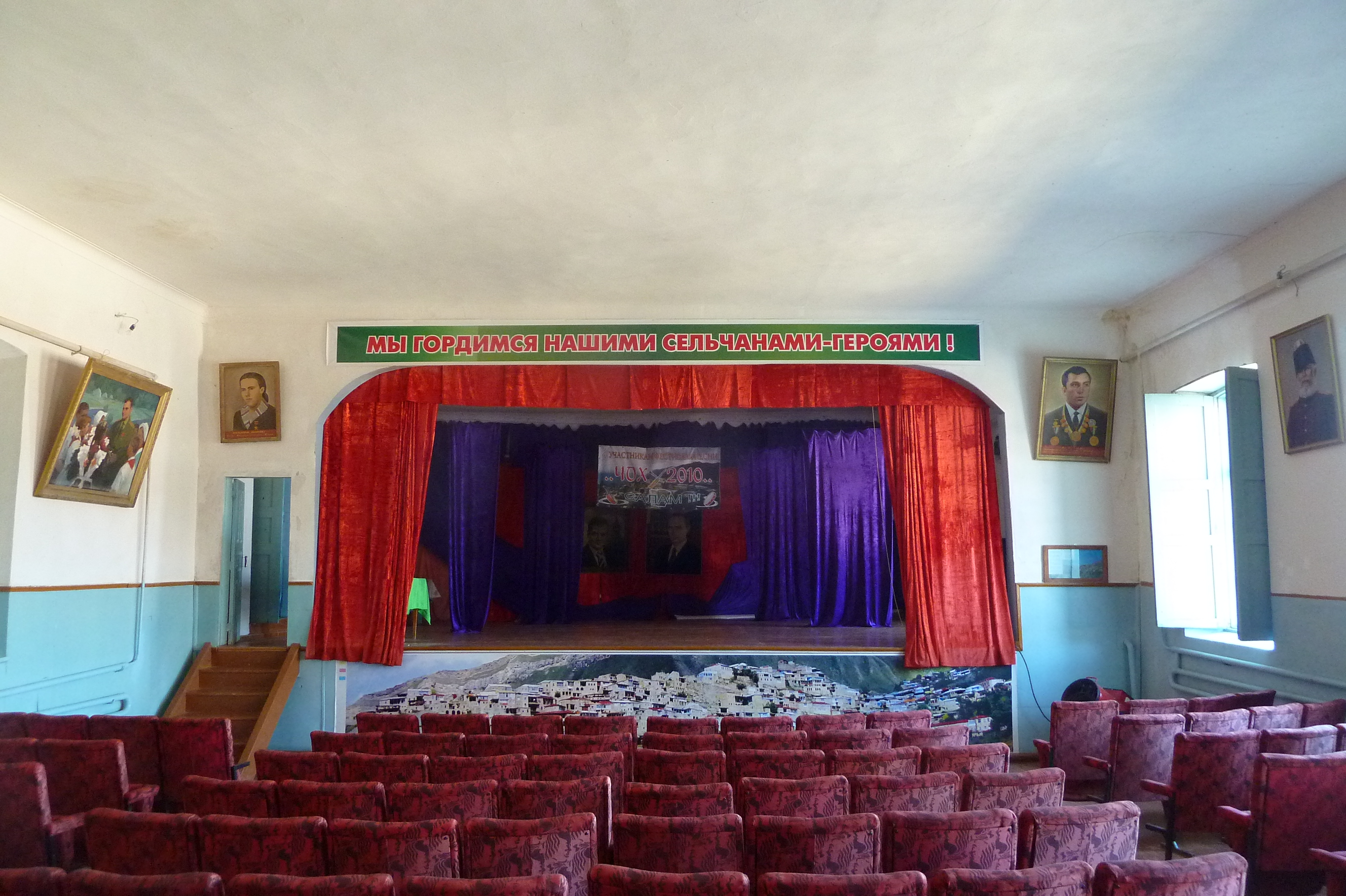
Kulturhaus
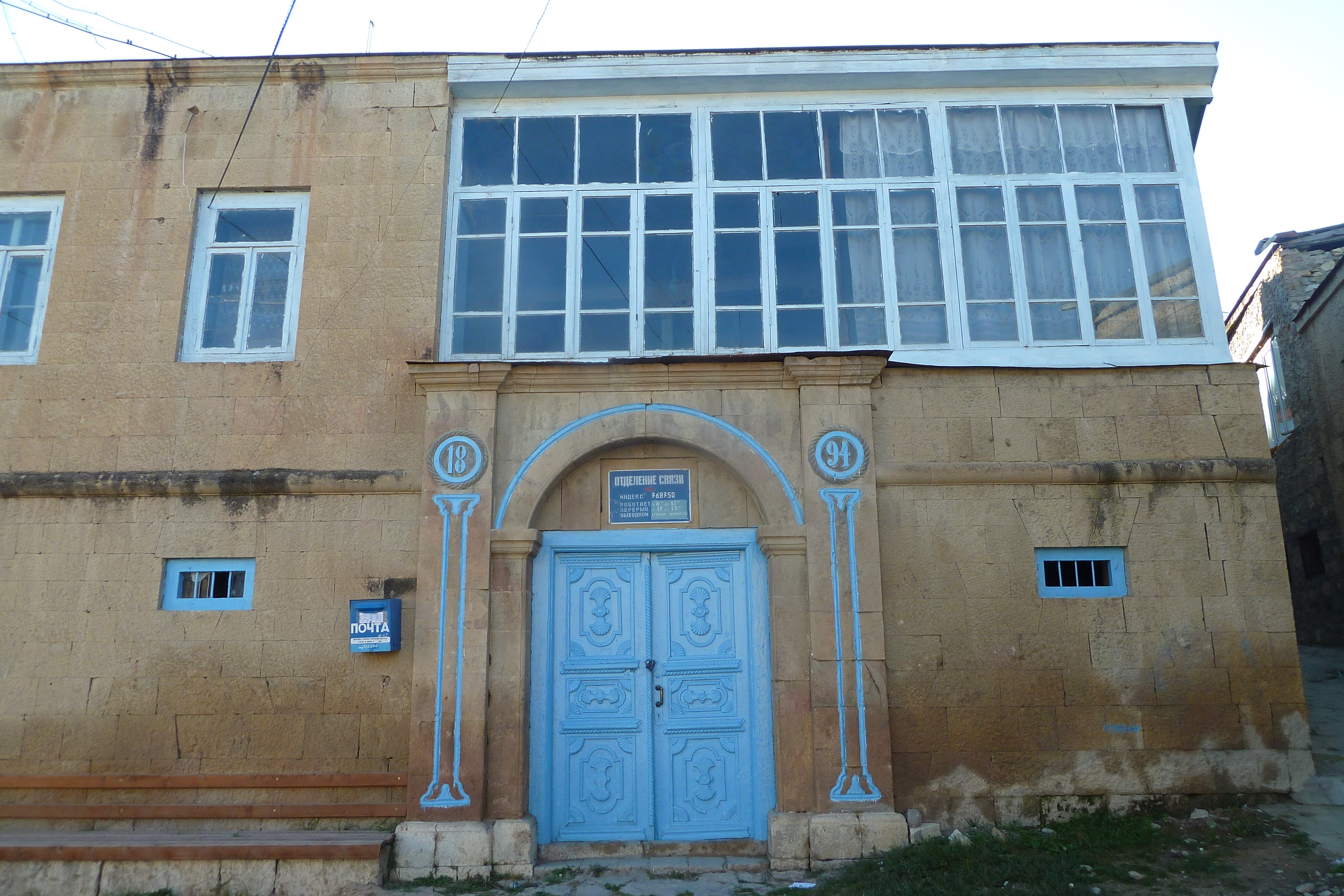
Post
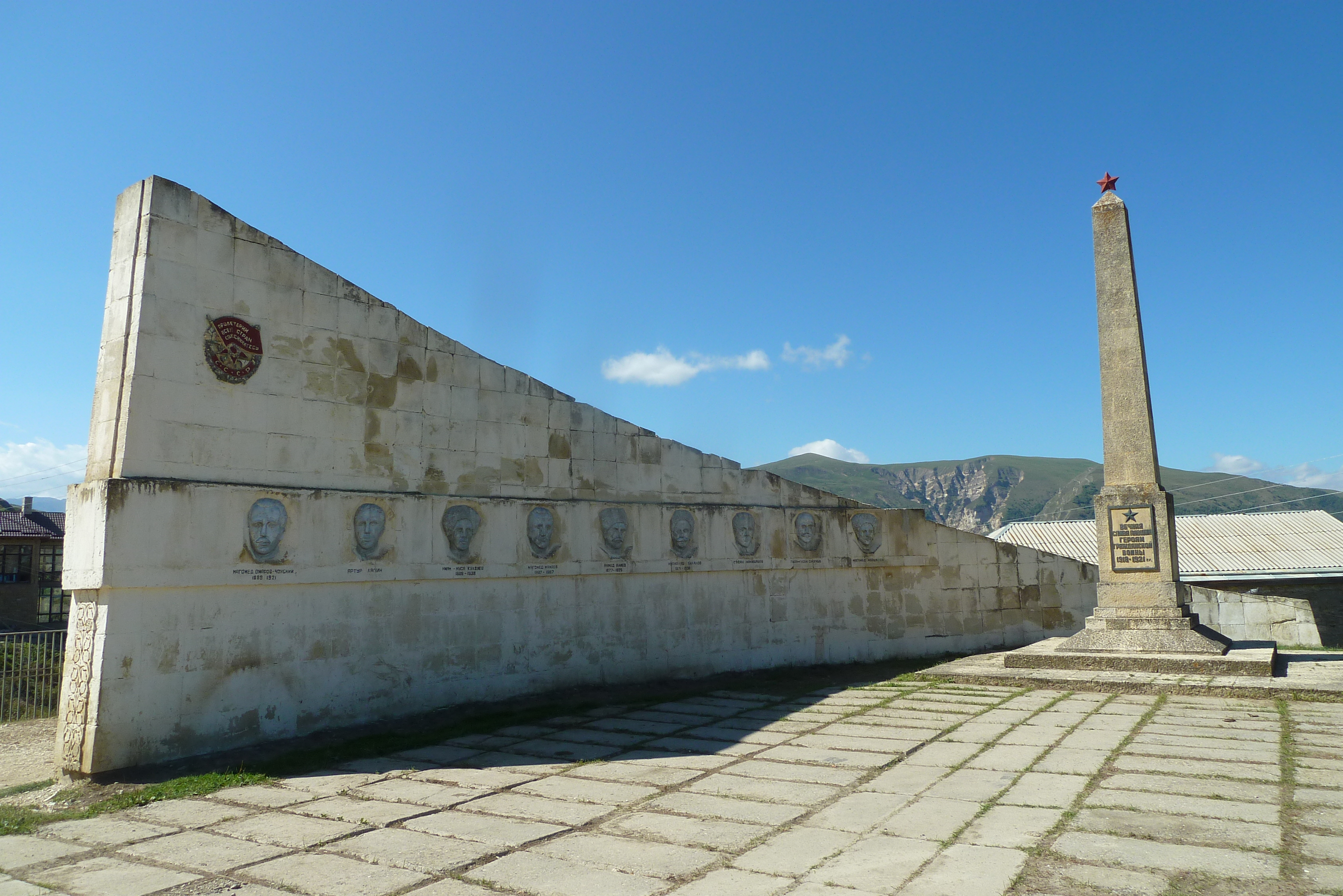
Ehrenmal für die Helden des Bürgerkriegs 1918–1921
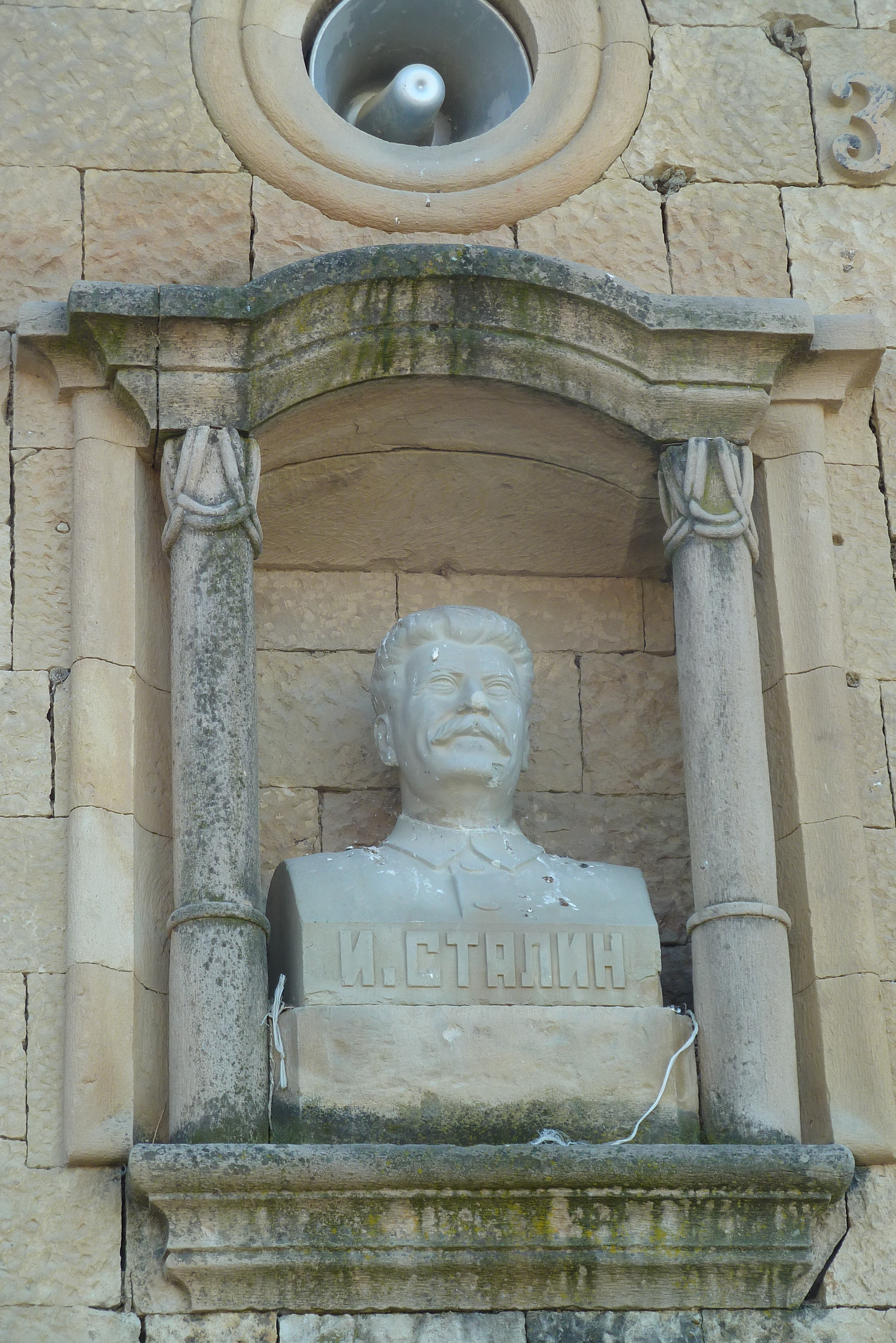
Stalin-Büste
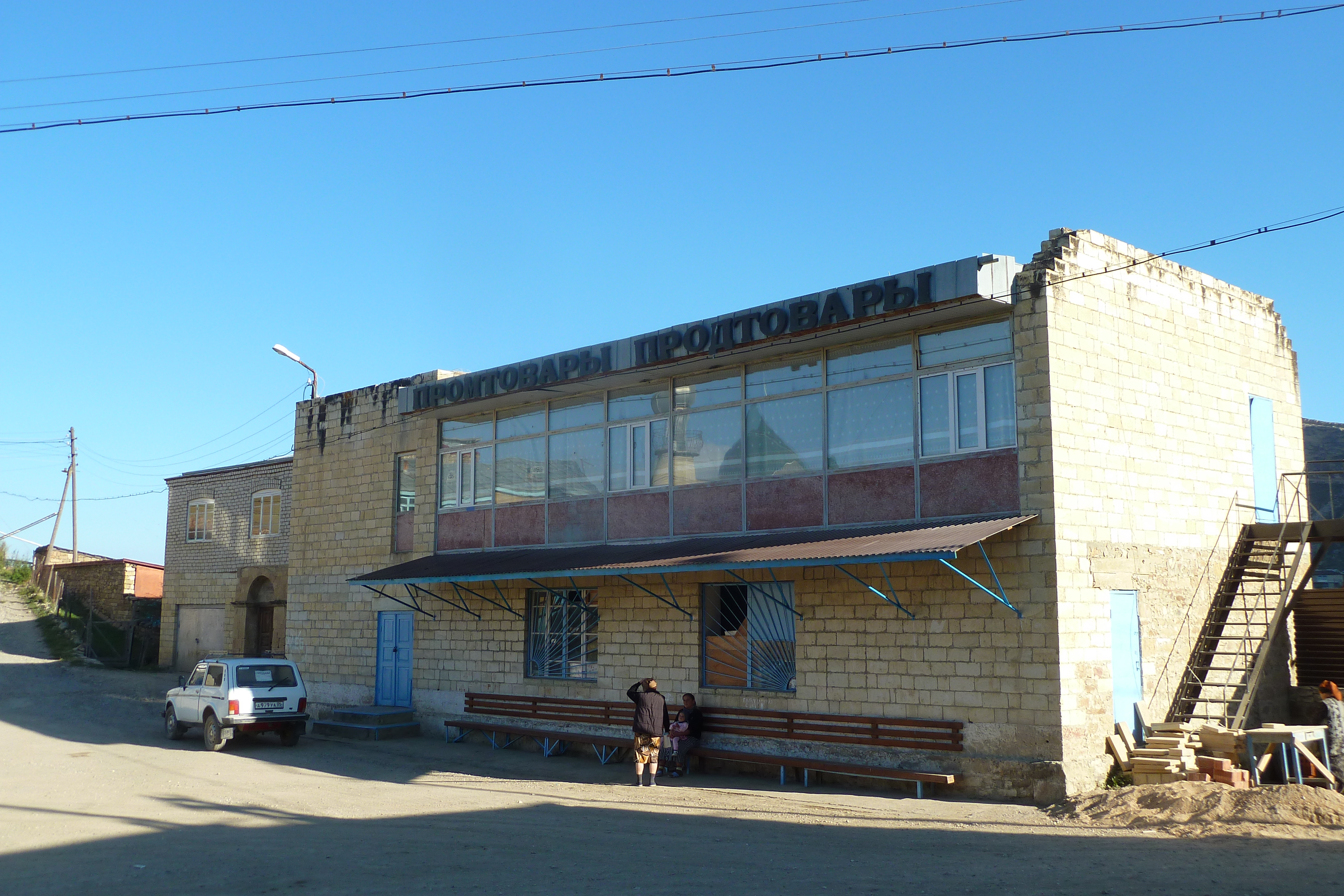
Geschäft